# Moreilles
Moreilles è un comune francese di 361 abitanti situato nel dipartimento della Vandea nella regione dei Paesi della Loira.

## Società

### Evoluzione demografica
Abitanti censiti